# التعليم التقني والتدريب المهني في سلطنة عمان

## التعليم التقنيوالتدريب المهنيفيسلطنة عمان

### التعليم التقني
أنشأت المديرية العامة للتعليم التقني تنفيذاً للمرسوم السلطاني رقم (90/98) باعتماد الهيكل التنظيمي لوزارة الشؤون الاجتماعية والعمل والتدريب المهني وإلى المرسوم السلطاني رقم (2001/84) بتعديل مسمى (المديرية العامة للتعليم الفني) إلى مسمى (المديرية العامة للتعليم التقني) وإلى المرسوم السلطاني رقم (2001/108) بإنشاء وزارة القوى العاملة وأن تؤول اليها اختصاصات العمل والتعليم التقني والتدريب المهني. والهدف الرئيسي من إنشاء المديرية هو الإشراف من خلال الكليات التقنية على تنفيذ وتطوير برامج تعليم تقني لتوفير خريجين ذوي صفات وخبرات ومهارات عالية تتلاءم مع وتغطي احتياجات سوق العمل، حيث تشرف المديرية العامة للتعليم التقني على سبع كليات موزعه على مختلف محافظات السلطنة.

### نظام الدراسة الكلي
تقدم برامج التعليم التقني بنظام الدراسة الكلي والتي بدورها تطرح ثمانية وثلاثون برنامجا في مجالات الهندسة وتقنية المعلومات والدراسات التجارية والعلوم التطبيقية والصيدلة وتصميم الأزياء وتمنح الكليات مؤهلات الدبلوم (سنتين) والدبلوم المتقدم (ثلاثة سنوات) والبكالوريوس التقني (أربعة سنوات) بعد السنة التأسيسية في اللغة الإنجليزية، وأغلبية الخريجين من الكليات هم من الحاصلين على الدبلوم الذين يعملون كفنيين أو تقنيين في المصانع والشركات والمؤسسات من القطاع العام والقطاع الخاص، ويتم طرح التخصصات حسب مؤشر حاجة السوق وبعضها للطرح وفق رغبة الطلبة وتوفر الموارد.

### نظام التفرغ الجزئي
ضمن خطة الوزارة في منح الفرص للموظفين العاملين في القطاعين العام والخاص لمواصلة الدراسة وتطوير معارفهم ومهاراتهم وتنمية قدراتهم ورفع كفاءتهم لتمكينهم من مواكبة المستجدات في المهارات والمعارف التي يطلبها سوق العمل مما ينعكس ايجابيا على القدرة التنافسية للاقتصاد العماني وكذلك من اجل مد الجسور مع سوق العمل بقطاعيه العام والخاص، فقد اصدرت وزارة القوى العاملة لائحة الدراسة بالتفرغ الجزئي رقم (250/2013) بتاريخ 6 مايو 2013 وبدأ تسجيل الدفعة التجريبية الأولى في يناير 2014م وبلغ العدد الكلي للمقبولين للدراسة من الدفعة الأولى (73) طالبا وطالبة موزعين على (12) تخصص في كافة الكليات وبلغ عدد المقبولين من الدفعة الثانية في سبتمبر 2014م (95) طالبا وطالبة موزعين على 15 تخصص في مختلف ألكليات اما الدفعة الثالثة في يناير 2015 فقد بلغت (80) طالب وطالبة، وتسعى الوزارة لزيادة الاعداد وفق الموارد المتوفرة في الكليات التقنية بنسبة 5% من اعداد الطلبة المقبولين.

#### التخصصات الدراسية
وهذه التخصصات الدراسية المعتمدة بالكليات التقنية هي برامج الهندسة: 1- الهندسة المعمارية 2 – هندسة الحاسوب 3- الهندسة الصناعية 4 – هندسة القوى الكهربائية 5- هندسة الميكاترونيكس 6- هندسة المساحة 7- هندسة النفط والغاز 8 - هندسة المعدات الطبية 9 – الهندسة المدنية 10 - هندسة الالكترونيات والاتصالات 11- الهندسة الكيميائية 12 - الهندسة الميكانيكية 13- الرسم الهندسي 14- مساحة الكميات 15- هندسة التكييف والتبريد، وبرامج تقنية المعلومات وهي: 16 - تقنية المعلومات 17 – نظم المعلومات 18- قواعد البيانات 19- هندسة البرمجيات 20- الانترنت والأمن الإلكتروني 21- الشبكات 22- الوسائط المتعددة، وبرامج الدراسات التجارية وهي 23- إدارة المكاتب 24 – التسويق 25- المحاسبة 26- مؤهلات التأمين القانوني 27- إدارة الموارد البشرية 28- إدارة الأعمال الالكترونية 29- المحاسبة المعتمدة (CAT) وبرامج العلوم وهي 30- الأحياء التطبيقية 31- علوم البيئة 32- الكيمياء التطبيقية 33- مختبرات المدارس 34- الصحة والسلامة المهنية 35- الصحة الصناعية، وهنالك برامج أخرى وهي 36- مساعد صيدلي 37- التصوير الضوئي 38 – تصميم الأزياء.

#### مواقع الكليات التقنية
•الكلية التقنية العليا 
•الكلية التقنية بإبراء
•الكلية التقنية بالمصنعة
•الكلية التقنية بصلالة
•الكلية التقنية بنزوى
•الكلية التقنية بعبري
•الكلية التقنية بشناص

### التدريب المهني،وتاهيل الصيادين
تتمثل رؤية المديرية العامة للتدريب المهني بوزارة القوى العاملة ، بأن يكون التدريب المهني الركيزة الأساسية التي تساهم في إعداد القوى العاملة الوطنية من تأهيلها وتدريبها في مختلف المجالات المهنية، وتعتبر مراكز التدريب المهني ومعهدي تأهيل الصيادين أحد أهم الدعائم الأساسية التي تعمل على بناء المهارات وصقلها بما يحقق بناء الإنسان العماني وتحقيق الأهداف التي تتطلع لها السلطنة من تأهيل وتدريب للقوى العاملة الوطنية لإحلالهم محل القوى العاملة الوافدة وتشغيلهم في مهن تخصصية يحتاجها سوق العمل، ويمثل التدريب المهني رافدا أساسيا لزيادة معدلات التنمية وتوفير فرص عمل للباحثين عن عمل وتوفير الحياة الكريمة، ورفع معدلات النمو الاقتصادي والمستوى التعليمي، بما يحقق أهداف التنمية في سلطنة عمان، حيث تمنح الشهادة وفق المسار المهني وأولى هذه المسارات منح شهادة الدبلوم المهني لمخرجات مراكز التدريب المهني ومعهدي تأهيل الصيادين وهي الوثيقة التي يحصل عليها الطالب عند تحقيقه لمتطلبات النجاح الخاصة بمسار الدبلوم المهني، ثانيا شهادة الكفاءة المهنية وهي الوثيقة التي يحصل عليها المتدرب عند تحقيقه لمتطلبات النجاح الخاصة بمسار التلمذة المهنية ثالثا شهادة دورات تدريبية هي الوثيقة التي تمنح للأفراد عند التحاقهم بمسار برامج التدريب القصيرة كدورات رفع الكفاءة أو تغيير المهنة أو ذوي الإعاقة أو دورات تنمية المجتمع المحلي، والتي عادة لا تؤهل للحصول على مؤهل مهني محدد وإنما تنمي مهارات الفرد في جزء من عمل / مهنة معينة، رابعا شهادة الدبلوم التعليم المهني العام والتي لا تزال تحت الدراسة بين وزارة القوى العاملة ووزارة التربية والتعليم).
التخصصات الدراسية:

#### مراكزالتدريب المهني
تضم مراكز التدريب المهني بولاية السيب وولاية صحم وولاية عبري وولاية شناص وولاية صور وولاية البريمي تخصصات الهندسة والمتمثلة في الهندسة الكهربائية والهندسة الإلكترونية والهندسة الميكانيكية وهندسة التبريد والتكيف وهندسة اللحام وتشكيل المعادن وهندسة البناء والإنشاءات وهندسة تقنية السيارات وهندسة الأخشاب، وتخصصات الدراسات التجارية في التسويق والمبيعات وتخصص العناية بالصحة والجمال

#### معاهد تأهيل الصيادين
يضم معهدي تأهيل الصيادين في ولاية الخابورة وولاية صلالة، تخصص الإرشاد السمكي وضبط الجودة والاستزراع السمكي وبناء وإصلاح السفن، وهندسة الصيد وتقنيات الملاحة ومعدات الصيد، كما تم إضافة التخصصات المهنية إلى معهد تأهيل الصيادين بصلالة وهي الهندسة الإلكترونية والهندسة الميكانيكية وهندسة التبريد والتكيف وهندسة اللحام وتشكيل المعادن، وتخصصات الدراسات التجارية في التسويق والمبيعات 

#### مواقع مراكز التدريب المهني ومعاهد تأهيل الصيادين
•مركز التدريب المهني بالسيب
•مركز التدريب المهني بصحم
•مركز التدريب المهني بعبري
•مركز التدريب المهني بصور
•مركز التدريب المهني بشناص
•مركز التدريب المهني بالبريمي
•معهد تأهيل الصيادين بالخابورة
•معهد تأهيل الصيادين بصلالة

## وصلات خارجية
1. ↑  http://mola.gov.om/mainlaws.aspx
2. ↑  http://www.manpower.gov.om/Portal/Departments.aspx?SectorID=3
3. ↑  http://www.manpower.gov.om/Portal/Departments.aspx?SectorID=3
4. ↑  http://www.manpower.gov.om/Portal/Publication.aspx